# Kodyfikacja (językoznawstwo)
Kodyfikacja (ang. codification, cz. kodifikace) – działalność mająca na celu ustanowienie norm danego języka poprzez zdefiniowanie ich w słownikach, gramatykach i innych opracowaniach (poradnikach) językowych. Stanowi przejaw instytucjonalnej regulacji języka lub planowania językowego. Kodyfikacja dotyczy przede wszystkim języka standardowego (literackiego). Działalność kodyfikacyjną można traktować jako uwieńczenie naturalnych procesów standaryzacyjnych. Procesy te sprzyjają ukształtowaniu się pojęcia poprawności językowej, która formy standardowe (aprobowane normatywnie) nakazuje uznać za poprawne, a pozostałe (niestandardowe) – za błędne.
W zależności od języka i tradycji społecznej kodyfikacją mogą się zajmować osoby prywatne, przedsiębiorstwa (np. wydawnictwo Duden w Niemczech) lub instytucje państwowe (np. Akademia Francuska). Bywa inicjowana przez osoby spoza danej społeczności językowej, np. przez misjonarzy. Kodyfikacja przybiera różne formy w zależności od tego, czy jej głównym celem jest opis języka standardowego, czy też szczegółowa regulacja sposobu jego użycia za pomocą przepisów.
Rozstrzygnięcia kodyfikacyjne mogą być oparte na arbitralnych decyzjach kodyfikatora, przybierając u swojej podstawy charakter ściśle preskryptywny. W innym przypadku kodyfikacja czerpie z gruntownej analizy zjawisk językowych i sposobu funkcjonowania języka w otoczeniu społecznym, czyniąc z niej deskryptywną płaszczyznę, na podstawie której formuje się właściwy model normatywny. Kodyfikację można rozumieć jako zabieg polegający na uporządkowaniu i ujęciu w określone ramy zjawisk mieszczących się w aktualnym stanie normy językowej. Za źródło rozstrzygnięć kodyfikacyjnych może służyć nie tylko panujący uzus językowy, ale także tradycja piśmiennicza; w nowszych czasach w ustaleniach kodyfikacji pomagają elektroniczne korpusy językowe. Kodyfikacja, nawet nastawiona opisowo, nie jest jednak procesem neutralnym, gdyż z założenia wybiera i promuje pewne formy językowe, co decyduje o jej preskryptywnym charakterze. Polityka językowa nie zawsze jest ukierunkowana na naturalny rozwój normy językowej (np. w Czechach, w krajach arabskich czy w niemieckojęzycznej części Szwajcarii). Czasem proponowane zalecenia wyraźnie przeczą nawet praktyce użycia języka standardowego, promując formy przestarzałe i dezaprobując formy szeroko przyjęte.
Z jednej strony kodyfikacja służy definiowaniu i utrwalaniu kształtu języka standardowego, z drugiej strony reaguje na proces ewolucji językowej, dostosowując swoje rozstrzygnięcia w zależności od potrzeb danej wspólnoty komunikatywnej. Dąży zatem do utrzymania w standardzie tzw. elastycznej stabilności. Kodyfikacja to także ujęcie normy językowej w różnego rodzaju publikacjach, wynik wspomnianych rozstrzygnięć. W odróżnieniu od normy językowej, która w szerokim ujęciu dotyczy każdej odmiany języka i określa prawidłowości uzusu językowego, kodyfikacja jest skoncentrowana na języku standardowym i wykazuje charakter statyczny.
Pierwsze próby kodyfikacji języków narodowych podjęto w okresie renesansu, działania te przybrały na sile w czasie oświecenia. W 1635 r. powstała Akademia Francuska, która zajęła się m.in. kodyfikacją języka francuskiego. Rozróżnienie terminologiczne między pojęciami normy i kodyfikacji zostało wypracowane przez przedstawicieli Praskiego Koła Lingwistycznego.

## Funkcje kodyfikacji
Andrzej Markowski wyróżnia następujące funkcje kodyfikacji:
- sankcjonująca (stabilizująca) – utrwala normę językową na pewien czas;
- promocyjna – w przypadku występowania w normie wariantów alternatywnych może preferować jeden z nich, prowadząc do jego silniejszego utrwalenia i stopniowego wypierania innych;
- normotwórcza – wprowadza nazewnictwo na potrzeby nowej dziedziny wiedzy lub techniki, działając na rzecz wytworzenia i utrwalenia normy; nie dotyczy to jednak kodyfikacji języka ogólnego, która potrzebuje oparcia we wcześniejszej praktyce językowej;
- hamująca (opóźniająca, retardacyjna) – odrzuca pewne elementy uzusu, części z nich nie aprobując lub uznając je za dopuszczalne jedynie w pewnym zakresie (np. w mówionej odmianie polszczyzny);
- ochronna – nie dopuszcza do systemu językowego elementów ocenianych jako niezgodne z jego modelami, np. kalk językowych;
- wspierająca – wpływa na stabilizowanie pewnych modeli systemowych;
- modelująca – kodyfikując pewne rozwiązania językowe, upowszechnia wzorce, które nie znajdują jeszcze dostatecznego oparcia w modelach systemowych.